# Eismitte
Eismitte, que en alemany significa gel central va ser el lloc d'una expedició a l'Àrtida a l'interior de Groenlàndia que va tenir lloc del juliol de 1930 a agost de 1931 i on va trobar la mort el geòleg Alfred Wegener.
L'estació d'Eismitte estava situada a 402 quilòmetres de la costa a una altitud estimada d'uns 3.000 metres. La temperatura més freda que es va registrar va ser de −64.9 °C i la més càlida de −2.8 °C. En tot el període d'1 de setembre de 1930 a finals d'agost de 1931 el mes més càlid va ser juliol amb una temperatura mitjana de −12.2 °C (i el més fred, febrer amb −47.2 °C. En tot el període la pluviometria (equivalent segons la neu) va ser de 110 mil·límetres, la majoria a l'hivern. La nit polar va durar del 23 de novembre al 20 de gener.